# Aradus froeschneri
Aradus froeschneri är en insektsart som beskrevs av Vásárhelyi 1994. Aradus froeschneri ingår i släktet Aradus och familjen barkskinnbaggar. Inga underarter finns listade i Catalogue of Life.